# Acanthopale (plant)
Acanthopale is een geslacht uit de acanthusfamilie (Acanthaceae). De soorten uit het geslacht komen voor in Afrika, van Nigeria tot in Ethiopië en verder in zuidelijk tropisch Afrika en op het eiland Madagaskar.

## Soorten
- Acanthopale aethiogermanica Ensermu
- Acanthopale breviceps (Benoist) Callm. & Phillipson
- Acanthopale confertiflora (Lindau) C.B.Clarke
- Acanthopale cuneifolia (Benoist) Callm. & Phillipson
- Acanthopale decempedalis C.B.Clarke
- Acanthopale humblotii (Benoist) Callm. & Phillipson
- Acanthopale laxiflora (Lindau) C.B.Clarke
- Acanthopale macrocarpa Vollesen
- Acanthopale madagascariensis (Baker) C.B.Clarke ex Bremek.
- Acanthopale perrieri (Benoist) Callm. & Phillipson
- Acanthopale pubescens (Lindau ex Engl.) C.B.Clarke
- Acanthopale ramiflora (Benoist) Callm. & Phillipson

... · 
Acanthopsis · 
Acanthus · 
Achyrocalyx · 
Afrofittonia · 
Ambongia · 
Ancistranthus · 
Andrographis · 
Angkalanthus · 
Anisacanthus · 
Anisosepalum · 
Anisotes · 
Anomacanthus · 
Aphanosperma · 
Aphelandra · 
Ascotheca · 
Asystasia · 
Avicennia · 
Ballochia · 
Barleria · 
Barleriola · 
Blepharis · 
Borneacanthus · 
Boutonia · 
Brachystephanus · 
Bravaisia · 
Brillantaisia · 
Brunoniella · 
Calacanthus · 
Calycacanthus · 
Camarotea · 
Carlowrightia · 
Celerina · 
Cephalacanthus · 
Chalarothyrsus · 
Chamaeranthemum · 
Chileranthemum · 
Chlamydacanthus · 
Chlamydocardia · 
Chorisochora · 
Chroesthes · 
Clinacanthus · 
Clistax · 
Codonacanthus · 
Conocalyx · 
Cosmianthemum · 
Crabbea · 
Crossandra · 
Crossandrella · 
Cyclacanthus · 
Cynarospermum · 
Cyphacanthus · 
Danguya · 
Dasytropis · 
Dichazothece · 
Dicladanthera · 
Dicliptera · 
Dischistocalyx · 
Duosperma · 
Dyschoriste · 
Ecbolium · 
Echinacanthus · 
Elytraria · 
Encephalosphaera · 
Eranthemum · 
Eremomastax · 
Filetia · 
Fittonia · 
Forcipella · 
Glossochilus · 
Graphandra · 
Graptophyllum · 
Gymnostachyum · 
Gypsacanthus · 
Hansteinia · 
Haplanthodes · 
Harpochilus · 
Hemigraphis · 
Henrya · 
Herpetacanthus · 
Heteradelphia · 
Holographis · 
Hoverdenia · 
Hulemacanthus · 
Hygrophila · 
Hypoestes · 
Ichthyostoma · 
Isoglossa · 
Isotheca · 
Jadunia · 
Justicia · 
Kalbreyeriella · 
Kosmosiphon · 
Kudoacanthus · 
Lankesteria · 
Leandriella · 
Lepidagathis · 
Megalochlamys ·
Ruellia · 
Strobilanthes · 
Thunbergia · 
...